# Castello di Amantea
Il castello di Amantea (già Regio castello di Amantea) è situato nell'omonima città, in provincia di Cosenza, nel basso Tirreno cosentino. A dominio della strada costiera e della via per Cosenza che corre lungo la valle del fiume Catocastro, fu in passato un'importante piazzaforte sotto i bizantini, gli arabi, i normanni, gli svevi, gli angioini e gli aragonesi. Fu risistemato nel periodo viceregnale e sotto i Borbone, ma subì gravi danni durante i terremoti del 1638 e del 1783; fu lasciato in stato abbandono dopo il disastroso assedio del 1806-1807 subito da parte delle truppe napoleoniche.
Attualmente il castello è in rovina, e l'accesso ai resti sul colle che domina la città risulta  faticoso e pericoloso. Nel 2008, la proprietà dell'area circostante è stata acquistata dal Comune di Amantea.

## Storia

### Le prime fortificazioni: arabi e bizantini

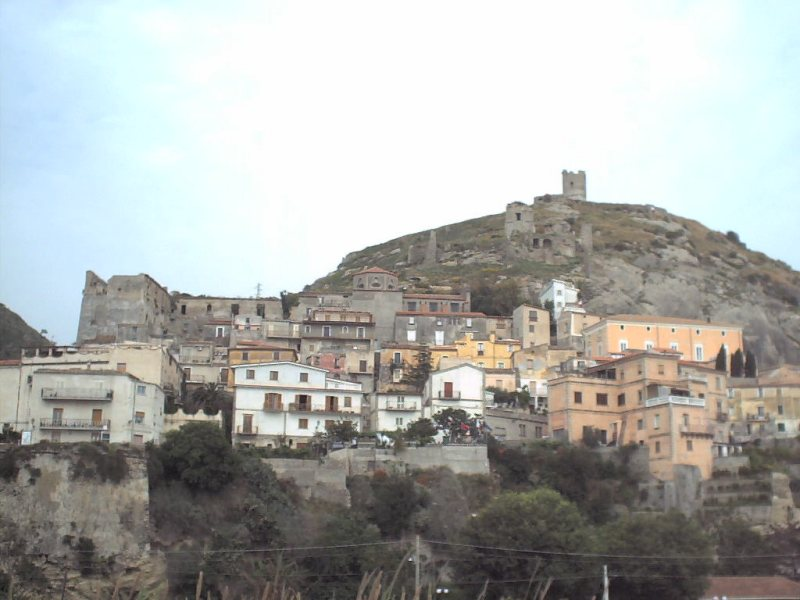
Il quartiere Catocastro, dominato dai ruderi del collegio gesuita, della chiesa e del convento francescano, e, sulla sommità, dalla torre angioina facente parte del complesso del castello.

In età antica in territorio amanteota sorgeva la città di Lampeteia o Clampetia, probabile colonia crotoniate abitata anche da elementi indigeni bruzi. Questa città, già decadente in età imperiale, fu spazzata via dal terremoto e maremoto del 365: nelle sue vicinanze sorse una nuova città, Nepetia ("nuova città" o "nuovo accampamento" in greco). Nepetia fu occupata dai bizantini e dopo il 553 fu sede di un governatorato militare e di una piazzaforte sui confini settentrionali del thema di Calabria.
Furono dunque i bizantini i primi a fortificare il sito dell'attuale Amantea: tuttavia, il nome attuale venne alla città dalla dominazione araba. Nell'846 infatti Nepetia venne conquistata dagli arabi di Sicilia e ribattezzata "Al-Mantiah", "la rocca". Amantea rimase araba per quarant'anni, e fu sede di un emirato: conosciamo il nome di un solo emiro, As-Sinsim latinizzato in Cincimo, che nell'868 si spinse fino a tentare la conquista di Cosenza. I bizantini riconquistarono la città nell'anno 272 dell'Egira, ossia l'885-886. Amantea divenne sede vescovile, e nel X secolo inglobò nella sua diocesi il territorio della sede vescovile dell'ormai decaduta città di Temesa.
L'emiro di Sicilia Abu l-Qasim Ali riconquistò Amantea nel 976, e fu di nuovo sotto la dominazione araba fino al 1031-1032, quando fu di nuovo occupata dai bizantini.

### Dai Normanni agli aragonesi

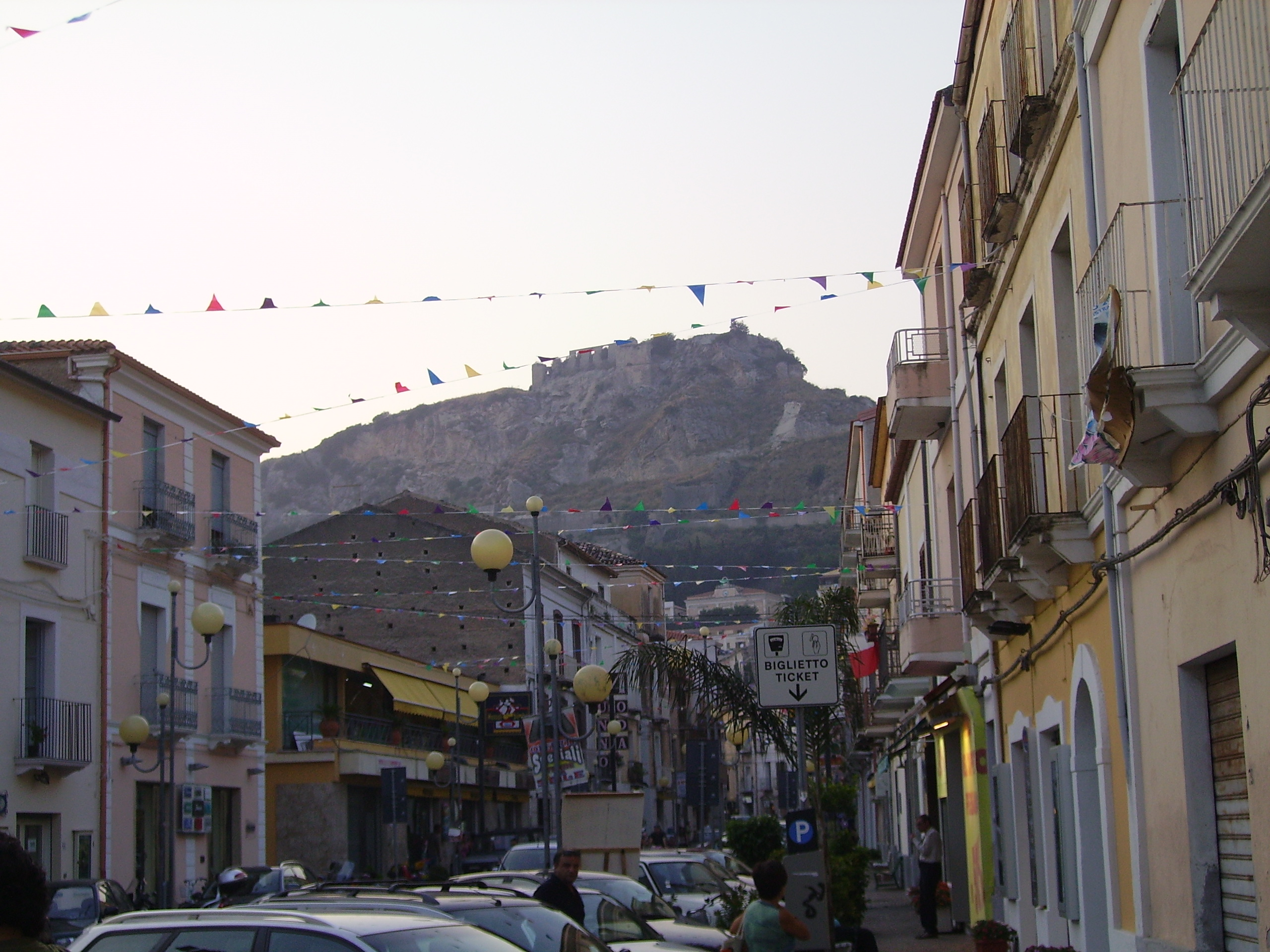
Scorcio del castello da Corso Vittorio Emanuele.

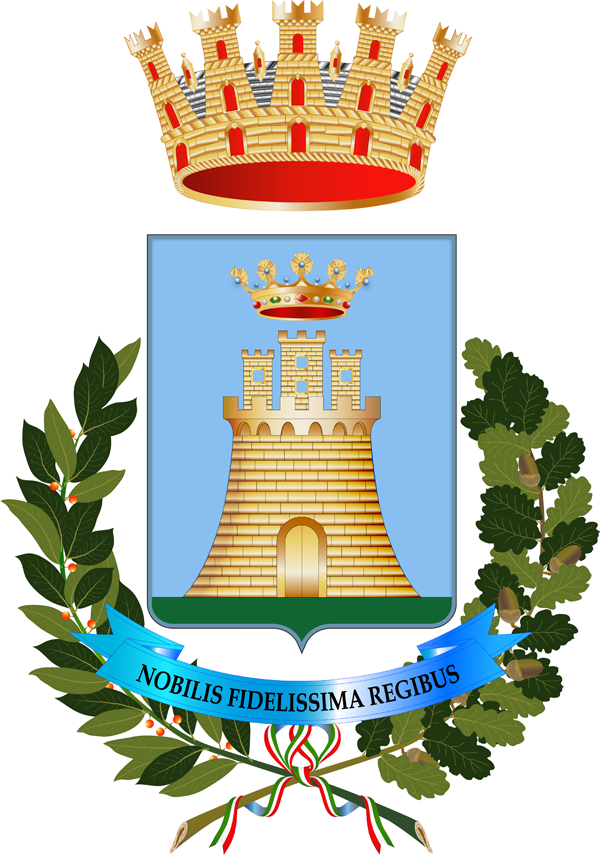
Stemma cittadino: la stilizzazione del castello, con il motto Nobilis Fidelissima Regibus.

I Normanni conquistarono Amantea nel 1060-1061, scacciandone una volta per tutte i bizantini. Nel 1094 la diocesi di Amantea venne aggregata a quella di Tropea, nel quadro della latinizzazione dei culti nell'Italia meridionale voluta dal papato e dai sovrani normanni. Durante la dominazione normanna Amantea decadde, rimpiazzata come importante centro di controllo del territorio dalla vicina Aiello Calabro.
Sotto la dominazione sveva il castello venne rafforzato, nell'ambito del piano del ripopolamento delle zone costiere voluto da Federico II. In virtù del buon governo svevo, Amantea ed altri castelli della zona (Aiello, Cleto) resistettero tenacemente al nuovo sovrano di origine francese Carlo I d'Angiò: questi inviò il conte di Catanzaro Pietro Ruffo a riconquistare la città, che resistette alle preponderanti forze angioine per tutto il mese di maggio del 1269, prima di capitolare alla metà di giugno di quello stesso anno. I ribelli furono quasi tutti puniti atrocemente.
Per tenere a bada eventuali future rivolte, gli angioini edificarono in territorio amanteota il castello di Belmonte Calabro, nucleo attorno a cui si sarebbe sviluppato l'omonimo paese.
Amantea fu al centro delle vicende della cosiddetta "guerra dei novant'anni" tra Angiò ed Aragona per il possesso del Regno di Napoli e Sicilia, seguita al casus belli dei Vespri siciliani. La popolazione amanteota era di tendenza aragonese; il castello, difeso da duecento uomini e ben provvisto di viveri dai castellani di fede angioina, fu assediato dalla flotta e dall'esercito aragonese nel 1288, e capitolò a patti onorevoli. Il castello tornò agli Angiò in forza della pace di Caltabellotta del 1302: dopo un periodo di ritorsioni contro gli amanteoti per la loro fede aragonese, la città ottenne dagli ultimi sovrani angioini-durazzeschi importanti esenzioni e privilegi che portarono un aumento di popolazione.
Nel 1391 Ladislao I di Napoli infeudò Amantea al doge di Genova Antoniotto Adorno, a titolo di restituzione dei prestiti concessogli da questi. Ad ogni modo, nel 1425 Luigi III d'Angiò decretò Amantea ed il suo castello possessi inalienabili del regio demanio. Renato d'Angiò ciò nonostante concesse nuovamente il feudo a Margherita di Poitiers, seconda moglie del marchese di Catanzaro Niccolò Ruffo, e nel 1458, alla morte di Alfonso I d'Aragona, primo sovrano aragonese di Napoli e Sicilia, gli amanteoti insorsero contro l'infeudamento, schierandosi con il pretendente angioino al trono napoletano, Giovanni d'Angiò.
Alla fine il re Ferrante d'Aragona spostò la feudataria Margherita di Poitiers da Amantea a Rende, e la rivolta rientrò, ma Amantea fu l'ultimo dei castelli calabresi a tornare sotto il controllo aragonese.
Amantea rischiò di essere infeudata anche nel Seicento, in due occasioni, a causa della costante miseria delle casse viceregnali: la prima con il principe della vicina Belmonte Giovanni Battista Ravaschieri nel 1630-1633, la seconda con il granduca di Toscana Ferdinando II de' Medici nel 1647. In entrambe le occasioni la popolazione difese con orgoglio il proprio stato di città demaniale, muovendosi persino presso la corte di Madrid.
Sotto gli aragonesi, la castellania venne affidata alla famiglia Carafa, duchi di Maddaloni. Nel 1489 il castello fu visitato da Alfonso II di Napoli, in viaggio di ispezione per i castelli del suo regno: il sovrano fu accolto dal castellano Giovanni Tommaso Carafa, e visitò la chiesa ed il convento di San Bernardino da Siena. Durante la breve parentesi dell'occupazione di Carlo VIII di Francia (1496-1498), il castellano Giovanni Tommaso Carafa dovette schierarsi con i francesi, ma la popolazione inviò una delegazione ad omaggiare il sovrano aragonese spodestato Ferrante d'Aragona rifugiatosi ad Ischia. Alla fine della dinastia aragonese, scoppiò una guerra tra Francia e Spagna per il possesso dei territori dell'Italia meridionale; Amantea parteggiò per gli spagnoli: nel 1504 durante la guerra 85 spagnoli capitanati da Gomez de Solis sbarcarono sulle spiagge amanteote, spingendosi nell'entroterra per dare aiuto alla guarnigione spagnola di Cosenza assediata dai francesi. Alla fine la guerra fu vinta dal "re cattolico" Ferdinando II d'Aragona, e Napoli diventò un vicereame spagnolo.

### Il periodo vicereale ed i Borboni

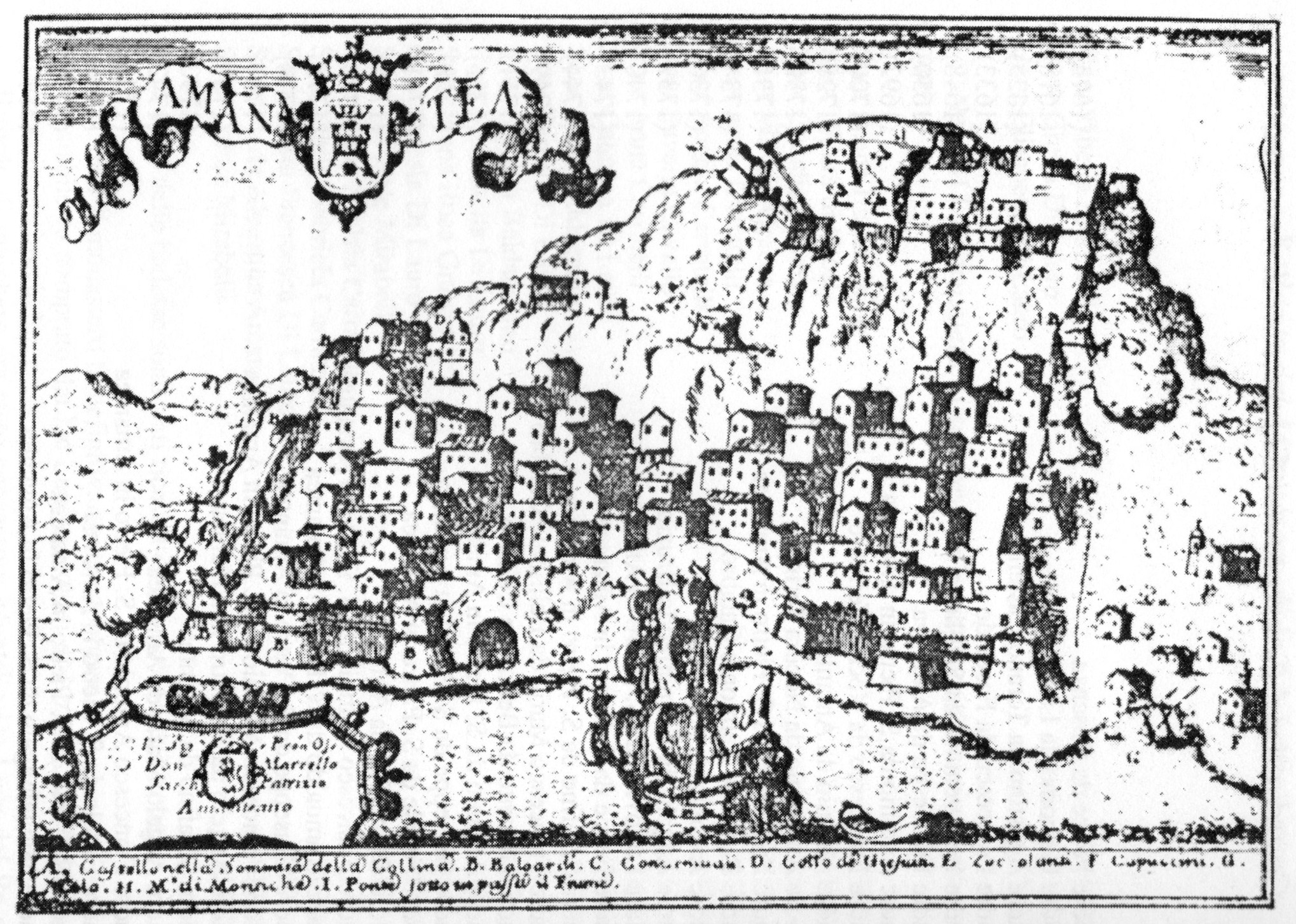
Veduta di Amantea e del suo castello nel Settecento (Giovanni Battista Pachinelli, Il Regno di Napoli in prospettiva, Napoli 1703).

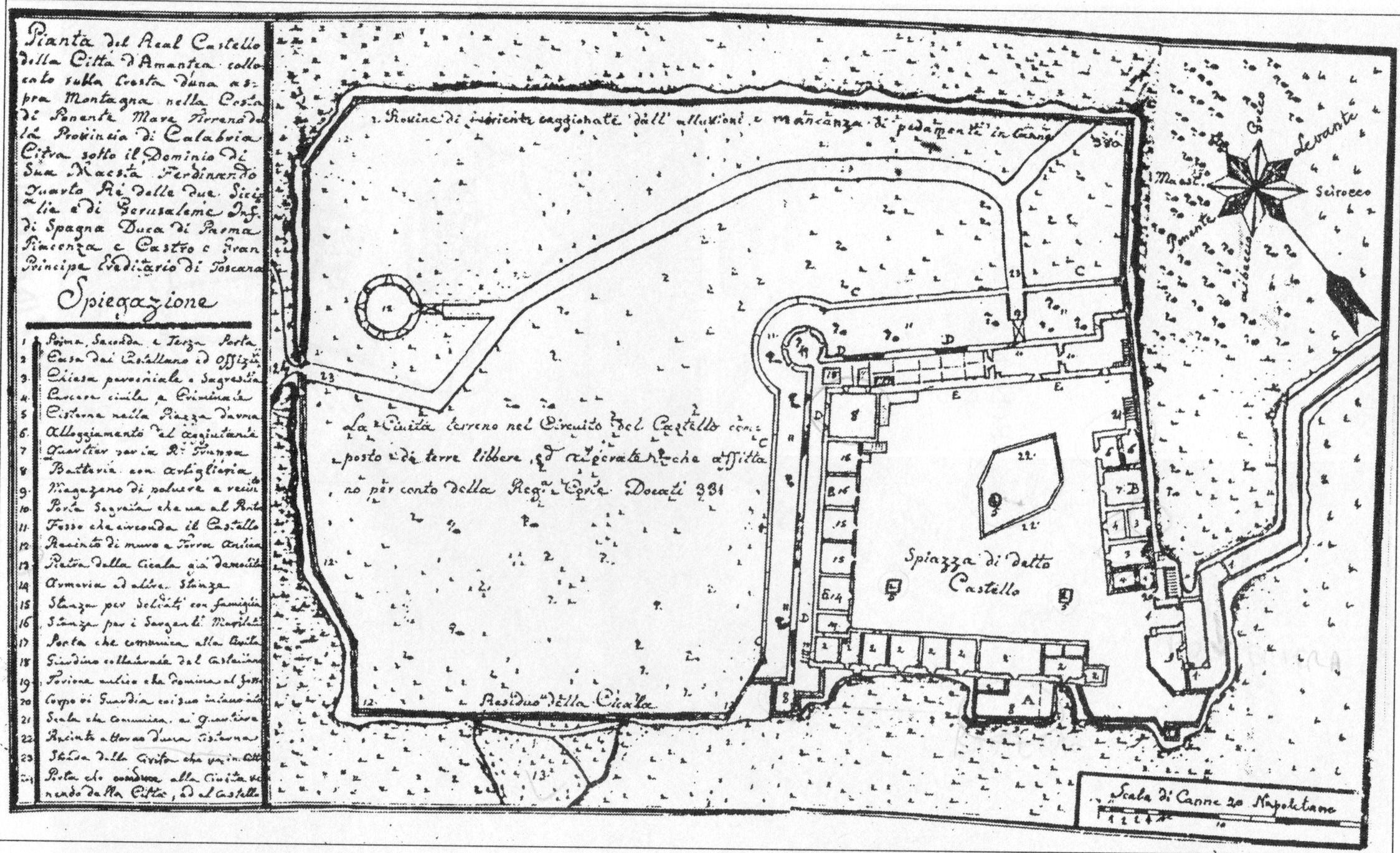
Il castello di Amantea all'epoca di Ferdinando IV di Borbone (1759-1799 e 1799-1806), poco prima dell'assedio francese.

Nel 1536 Juan Sarmiento, inviato da Carlo V d'Asburgo a controllare lo stato delle fortificazioni del Viceregno, riportava che il castello, secondo le parole dello storico locale Gabriele Turchi, era "inidoneo anche come ricovero di ladroni". Perciò tra il 1538 ed il 1544 al castello lavorarono gli architetti Giovanni Maria Buzzacarino (attivo anche al castello di Crotone) e Gian Giacomo dell'Acaya (progettista del borgo fortificato di Acaya in Puglia). Fu realizzato in questa fase il grande baluardo meridionale a scarpa.
Ciò nonostante, il castello è già sulla via dell'abbandono. Nel 1611, in una relazione sui castelli del Viceregno, viene riportato che:
(Biblioteca Nazionale di Napoli, ms. Ius. I.F.S. 4, in Gabriele Turchi, Storia di Amantea, Cosenza 2002.)
Il terremoto del 1638 arrecherà gravi danni alle strutture del castello. Nuovi restauri saranno svolti nel 1694, per la spesa di 365 ducati; nel 1757 (già in epoca borbonica, su ordine di Carlo III di Borbone), per la spesa di 136 ducati; nel 1766, sotto la direzione dell'ingegnere militare Giovanni Galenza: questi ultimi lavori furono vanificati da un terremoto nel 1767. Ulteriori danni, e maggiori, furono quelli provocati dal devastante terremoto del 1783. Per riparare questi ultimi gravi danni, nel 1786 arrivò da Napoli l'ingegnere militare Andrea Depuis, che diresse i lavori per l'importo di 390 ducati.
Durante i fatti della Repubblica Napoletana (1799), Amantea si consegnò spontaneamente ai giacobini: la popolazione di fatto disarmò la guarnigione del castello, e piantò l'albero della libertà, guidata da Ridolfo Mirabelli, capo della piazza nel breve periodo rivoluzionario. Infatti dopo neppure un mese sopraggiunsero i sanfedisti guidati dal cardinale Fabrizio Ruffo, che vennero rapidamente a capo del tentativo di resistenza giacobino.
Fu invece con l'invasione napoleonica che il castello di Amantea ebbe il suo ultimo momento di gloria. Amantea fu occupata il 12 marzo 1806 da un distaccamento di 200 volteggiatori polacchi, che rimasero asserragliati nel castello fino alla notizia della sconfitta francese nella battaglia di Maida (4 luglio 1806). Allora si ritirarono verso Cosenza, lasciando la piazza ad una flotta anglo-borbonica che da giorni era all'ancora al largo di Amantea. All'interno delle mura cittadine i "capimassa" borbonici iniziarono ad organizzare la resistenza all'imminente contrattacco in forze dei francesi, analogamente a quanto si stava facendo nei paesi vicini. In quelle settimane all'interno dei paesi calabresi furono perpetuati delitti e violenze contro giacobini o presunti tali, spesso solo nemici personali dei borbonici al comando in quel momento.
Ad ogni modo, l'attacco francese principale iniziò il 5 dicembre 1806: le forze assedianti ammontavano a 5000 uomini con un reparto d'artiglieria comandati dai generali Guillaume Philibert Duhesme, Jean Reynier, Jean-Antoine Verdier e dal tenente colonnello di origine amanteota Luigi Amato. I borbonici assediati ammontavano a qualche centinaio, dotati di 12 bocche da fuoco in tutto, e capitanati da Ridolfo Mirabelli, che alla fine dell'assedio sarà decorato con il grado di tenente colonnello dal re Ferdinando IV di Borbone. La piazza di Amantea resistette strenuamente fino al 7 febbraio 1807, quando Mirabelli e Reynier firmarono una capitolazione onorevole.

### Dalla Restaurazione ad oggi
Dopo l'Unità d'Italia (1861), l'area del castello venne assegnata dal demanio militare al 5º Corpo d'Armata, ed in seguito ad un ente assistenziale napoletano. Negli anni settanta, con il progressivo ridimensionamento di questi enti in vista del loro scioglimento (stava nascendo il Servizio Sanitario Nazionale affidato alle regioni, legge quadro n° 883 del dicembre 1978), l'area fu messa in vendita. Così il castello nel 1974 fu acquistato dalla famiglia Folino.

## Descrizione
Il castello occupa un plateaux con bella visuale sia sul piccolo golfo del fiume Oliva sul mar Tirreno (e nei giorni di tramontana è possibile vedere addirittura l'isola di Stromboli e Pizzo), sia sulla valle del fiume Catocastro, inoltrandosi attraverso la quale si arriva a Cosenza lungo l'antico tracciato della via Popilia.
Probabilmente fu in età normanna e sveva che venne fortificata pesantemente la parte meridionale del colle, decentrata rispetto all'abitato ma rivolta verso gli obiettivi che interessava tenere sotto controllo in quell'epoca, ossia le vie di comunicazione tra la costa e l'interno.

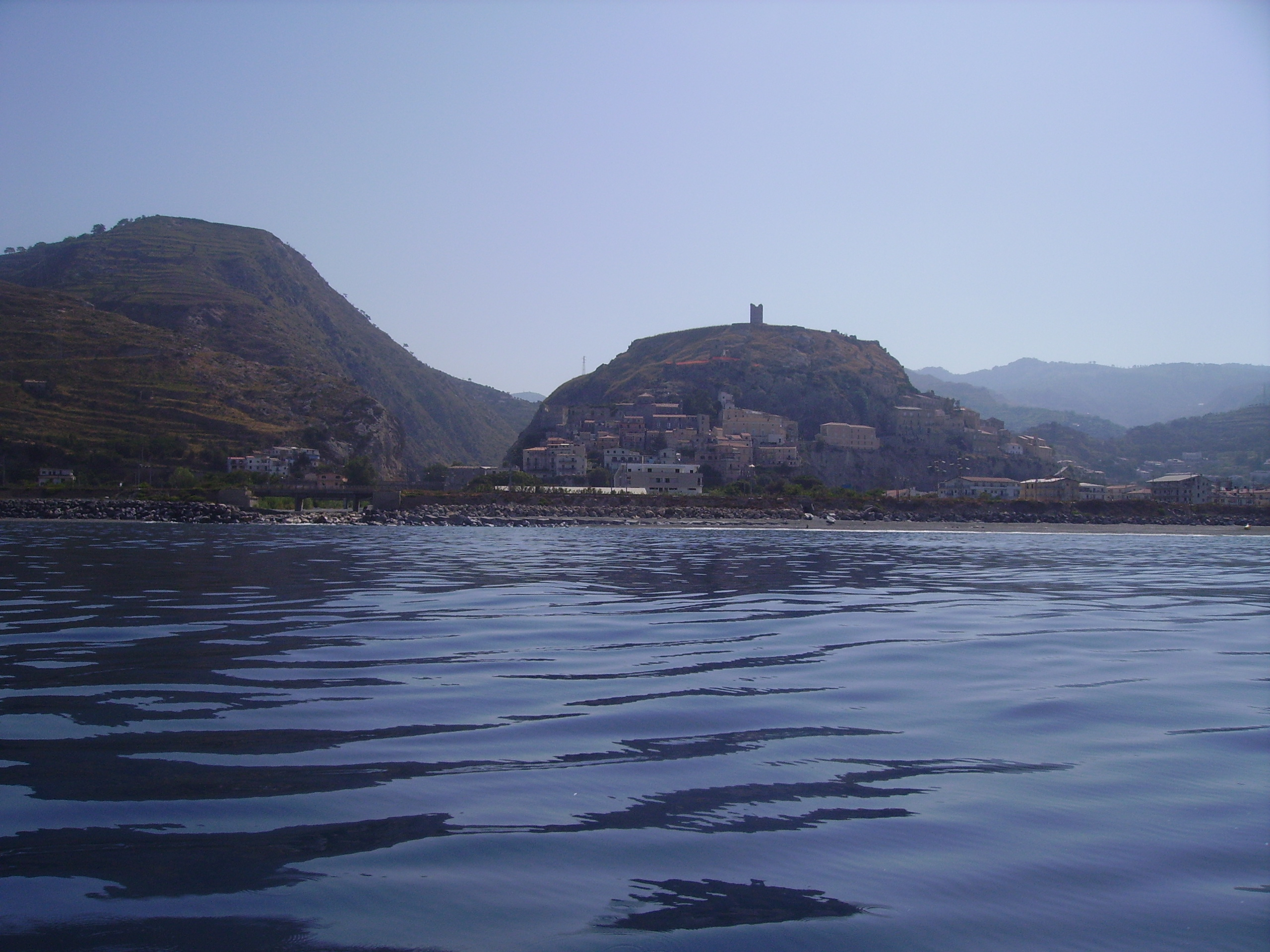
Amantea ed il suo castello (di cui è visibile solo la torre angioina) dal mare.

La torre mastia ovoidale rivolta a nord-ovest, detta di San Nicola, fu realizzata in età angioina, a giudicare dallo stemma recante i gigli di Francia che vi rimane sopra; e pure in età angioina, pare sotto il regno di Giovanna I d'Angiò, fu costruita la torre circolare con vista mare, isolata dal complesso propriamente fortificato. Questa torre è simile per tecnica costruttiva a quella del castello di Paola.
In età aragonese il castello fu riammodernato secondo i dettami di Francesco di Giorgio Martini e della "fortificazione alla moderna", per resistere ai colpi delle nuove armi da fuoco: le mura furono abbassate ma rinforzate in spessore, fu costruito un rivellino d'accesso sul lato orientale (oggi completamente crollato) e realizzato uno spalto che precedeva il fossato in tutta la sua lunghezza. Il castello fu bastionato, come già detto, nel 1538-1544, a cura di architetti conosciuti come il Buzzacarrino e Gian Giacomo dell'Acaya: oggi è quasi interamente conservato il grande bastione rivolto a sud, a scarpa con rodendone, poggiante sulla viva roccia della rupe, già di per sé formidabile difesa.
Oggi restano davvero pochi avanzi degli ambienti interni del castello, perciò è possibile saperne qualcosa di più solo scorrendo le planimetrie e le vedute settecentesche. Il castello aveva un perimetro quadrangolare, svolto intorno alla piazza d'armi, sotto la quale si trovavano tre cisterne per la raccolta delle acque piovane. Gli alloggiamenti del castellano e degli ufficiali erano disposti lungo il lato meridionale, comunicanti con il bastione cinquecentesco; i soldati con famiglia erano alloggiati nel lato occidentale, mentre gli altri alloggiavano nel lato settentrionale, dove si trovava anche l'armeria. Lungo il lato orientale si trovavano le carceri e la cappella. La polveriera era situata anch'essa sul lato orientale, presso l'ingresso principale. Erano stati previsti tre grandi locali per le artiglierie: uno nel bastione meridionale, uno all'angolo verso sud-ovest rivolto verso il quartiere Paraporto, l'altro presso la torre mastia all'angolo nord-ovest.
Questo grande quadrilatero era tutto circondato da un fossato, già invaso da erbacce nel Settecento, ed ancora oggi esistente: in particolare, rimane la parte in muratura dell'accesso secondario al castello, sul lato settentrionale. Il ponte levatoio è andato distrutto. Oltre il fossato, il resto dell'altopiano era circondato da un muretto diroccato già nel Settecento, che formava una sorta di "cittadella" o "avanzata" concepita per intrappolare il nemico che fosse riuscito a penetrarvi (struttura analoga a quella del vicino castello di Aiello Calabro). Ad occidente dell'altopiano sorge la torre angioina, la parte forse meglio conservata del castello e la più visibile dalla città moderna, sviluppatasi verso il mare.
Al castello attualmente (2011) è possibile salire da almeno quattro sentieri, piuttosto difficoltosi: uno parte dalla Strada Tirrena poco prima della confluenza con corso Umberto I, un altro incomincia a destra della chiesa del Carmine in corso Umberto I, un terzo (Salita San Francesco) si sviluppa dall'antica porta urbica fino a toccare anche le rovine del complesso francescano sottostanti la torre angioina, un quarto infine parte dalla chiesa del Collegio (a cui sono annesse le imponenti rovine dell'ex-collegio gesuitico).

### Presidio ed armamento
Nel 1288 il presidio del castello era composto da 200 uomini, di cui 100 balestrieri; nel 1559, in periodo viceregnale, era sceso a 4 soldati ed 1 castellano; nel 1584 il presidio assommava a 6 posti inclusi un castellano e degli ufficiali; nel 1611 a 5 posti inclusi un castellano e degli ufficiali.
In quello stesso anno l'armamento del castello era composto da 2 "sacrograndi", 1 "mezzo sacro", 1 falconetto, 19 "smerigli". Sette anni dopo, nel 1618, il castello contava 10 cannoni di bronzo "scalnaccati e rotti". Nel 1619 furono inventariati 54 archibugi, 22 barili di polvere da sparo, 10 quintali di piombo, 98 palle di piombo da undici libbre, 30 palle di piombo di sei libbre, 47 palle di piombo di due libbre, 321 palle di piombo da otto once, 250 palle di piombo piccole, 50 palle per moschetti, un cassone con corazze, armi e bracciali di ferro "arruzzati", 11 barili di zolfo e 2 di salnitro, un monte di palle di pietra, una mazza di ferro; nel 1624 54 archibugi, 43 fiasche da polvere da sparo, 22 barili di polvere, 2 "sacrograndi" (cannoni), 1 falconetto, palle da cannone di grande e medio calibro, 11 barili di zolfo e 10 di salnitro, una mazza ferrata. Nel 1806, infine, durante l'assedio di Amantea, il castello e l'abitato furono difesi da 3 cannoni di grosso calibro più 9 di minor calibro dislocati sulle mura e sulle porte cittadine.